# Campionato mondiale maschile di pallavolo 1978
Il campionato mondiale di pallavolo maschile 1978 si è svolto dal 20 settembre al 1º ottobre 1978 ad Ancona, Bergamo, Parma, Roma, Udine e Venezia, in Italia: al torneo hanno partecipato ventiquattro squadre nazionali e la vittoria finale è andata per la quinta volta all'URSS.

## Scelta della sede
Il 19 ottobre 1974 l'assemblea generale dalla FIVB, riunitasi a Città del Messico, ha assegnato l'organizzazione della manifestazione all'Italia.

## Qualificazioni
Al torneo hanno partecipato: la nazionale del paese organizzatore, le prime dodici nazionali classificate al campionato mondiale 1974, due nazionali africane, tutte qualificate tramite il campionato continentale 1976, due nazionali nordamericane, tutte qualificate tramite il campionato continentale 1977, due nazionali sudamericane, tutte qualificate tramite il campionato continentale 1977, due nazionali asiatiche e oceaniane, tutte qualificate tramite il girone di qualificazione, e tre nazionali europee, tutte qualificate tramite il campionato continentale 1977.

## Impianti
|                                                                        |                                                                          |                                                                    |
|                                                                        |                                                                          |                                                                    |
| PalaVeneto Città: Ancona Capienza: - Anno d'apertura: -                | Palazzetto dello Sport Città: Bergamo Capienza: 2 250 Anno d'apertura: - | PalaRaschi Città: Parma Capienza: 4 800 Anno d'apertura: -         |
|                                                                        |                                                                          |                                                                    |
| Palazzo dello Sport Città: Roma Capienza: 12 200 Anno d'apertura: 1960 | PalaCarnera Città: Udine Capienza: 4 000 Anno d'apertura: 1970           | PalaTaliercio Città: Venezia Capienza: 3 509 Anno d'apertura: 1978 |

## Regolamento

### Formula

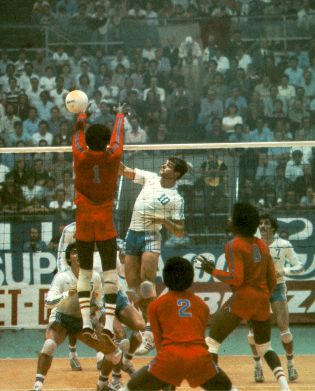
La semifinale tra Cuba e i padroni di casa dell'Italia al Palazzo dello Sport di Roma

Un attacco del centrale italiano Lanfranco, servito da Dall'Olio, nella finale contro i sovietici.

Le squadre hanno disputato una prima fase con formula del girone all'italiana; al termine della prima fase, le prime due classificate del girone A, C ed E hanno acceduto al girone G e le prime due classificate del girone B, D e F hanno acceduto al girone H, mentre le ultime due classificate del girone A, C ed E hanno acceduto al girone I e le ultime due classificate del girone B, D e F hanno acceduto al girone J. Le squadre disputano una seconda fase con formula del girone all'italiana, conservando i risultati dello scontro diretto della prima fase; al termine della seconda fase:
- Le prime due classificate del girone G e H hanno acceduto alla fase finale per il primo posto, strutturata in semifinali, finale per il terzo posto e finale.
- La terza e la quarta classificata del girone G e H hanno acceduto alla fase finale per il quinto posto, strutturata in semifinali, finale per il settimo posto e finale per il quinto posto.
- Le ultime due classificate del girone G e H hanno acceduto alla finale per il nono posto, strutturata in semifinali, finale per dodicesimo posto e finale per il nono posto.
- Le prime due classificate del girone I e J hanno acceduto alla fase finale per il tredicesimo posto, strutturata in semifinali, finale per il quindicesimo posto e finale per il tredicesimo posto.
- La terza e la quarta classificata del girone I e J hanno acceduto alla fase finale per il diciassettesimo posto, strutturata in semifinali, finale per il diciannovesimo posto e finale per il diciassettesimo posto.
- Le ultime due classificate del girone I e J hanno acceduto alla finale per il ventunesimo posto, strutturata in semifinali, finale per ventitreesimo posto e finale per il ventunesimo posto.

### Criteri di classifica
Sono stati assegnati 2 punti alla squadra vincente e 1 a quella sconfitta.
L'ordine del posizionamento in classifica è stato definito in base a:
- Punti;
- Ratio dei set vinti/persi;
- Ratio dei punti realizzati/subiti;
- Risultati degli scontri diretti.

## Squadre partecipanti
| Squadra          | Qualificazione                                      | Ultima partecipazione |
| ---------------- | --------------------------------------------------- | --------------------- |
| Argentina        | 3ª al campionato sudamericano 1977                  | Brasile 1960          |
| Belgio           | 11ª al campionato mondiale 1974                     | Messico 1974          |
| Brasile          | 9ª al campionato mondiale 1974                      | Messico 1974          |
| Bulgaria         | 7ª al campionato mondiale 1974                      | Messico 1974          |
| Canada           | 3ª al campionato nordamericano 1977                 | Messico 1974          |
| Cecoslovacchia   | 5ª al campionato mondiale 1974                      | Messico 1974          |
| Cina             | 2ª al torneo di qualificazione asiatico e oceaniano | Messico 1974          |
| Corea del Sud    | 1ª al torneo di qualificazione asiatico e oceaniano | Messico 1974          |
| Cuba             | 8ª al campionato mondiale 1974                      | Messico 1974          |
| Egitto           | 1ª al campionato africano 1976                      | Messico 1974          |
| Finlandia        | 11ª al campionato europeo 1977                      | Bulgaria 1970         |
| Francia          | 10ª al campionato europeo 1977                      | Messico 1974          |
| Germania Est     | 4ª al campionato mondiale 1974                      | Messico 1974          |
| Giappone         | 3ª al campionato mondiale 1974                      | Messico 1974          |
| Italia           | Paese organizzatore                                 | Messico 1974          |
| Messico          | 10ª al campionato mondiale 1974                     | Messico 1974          |
| Paesi Bassi      | 12ª al campionato mondiale 1974                     | Messico 1974          |
| Polonia          | 1ª al campionato mondiale 1974                      | Messico 1974          |
| Romania          | 6ª al campionato mondiale 1974                      | Messico 1974          |
| Stati Uniti      | 5ª al campionato nordamericano 1977                 | Messico 1974          |
| Tunisia          | 2ª al campionato africano 1976                      | Messico 1974          |
| Ungheria         | 4ª al campionato europeo 1977                       | Bulgaria 1970         |
| Unione Sovietica | 2ª al campionato mondiale 1974                      | Messico 1974          |
| Venezuela        | 2ª al campionato sudamericano 1977                  | Messico 1974          |

## Torneo

### Prima fase
I gironi sono stati sorteggiati a Roma il 10 aprile 1978.
| Girone A | Girone B  | Girone C         | Girone D  | Girone E     |
| -------- | --------- | ---------------- | --------- | ------------ |
| Belgio   | Finlandia | Brasile          | Argentina | Bulgaria     |
| Cina     | Messico   | Francia          | Cuba      | Canada       |
| Egitto   | Polonia   | Tunisia          | Giappone  | Germania Est |
| Italia   | Venezuela | Unione Sovietica | Ungheria  | Paesi Bassi  |

| Girone F       |
| -------------- |
| Cecoslovacchia |
| Corea del Sud  |
| Romania        |
| Stati Uniti    |

#### Girone A

##### Risultati
| 20 settembre 1978 Palazzo dello Sport, Roma Durata: ? - Spettatori: ? | Italia | 3 - 0 | Belgio | 15-6, 15-5, 15-11               |
| 20 settembre 1978 Palazzo dello Sport, Roma Durata: ? - Spettatori: ? | Cina   | 3 - 0 | Egitto | 15-13, 15-6, 15-6               |
| 21 settembre 1978 Palazzo dello Sport, Roma Durata: ? - Spettatori: ? | Cina   | 3 - 1 | Belgio | 15-10, 15-6, 11-15, 15-9        |
| 21 settembre 1978 Palazzo dello Sport, Roma Durata: ? - Spettatori: ? | Italia | 3 - 0 | Egitto | 15-5, 15-4, 15-9                |
| 22 settembre 1978 Palazzo dello Sport, Roma Durata: ? - Spettatori: ? | Belgio | 3 - 2 | Egitto | 17-15, 15-1, 10-15, 12-15, 15-9 |
| 22 settembre 1978 Palazzo dello Sport, Roma Durata: ? - Spettatori: ? | Italia | 3 - 1 | Cina   | 15-8, 6-15, 15-11, 15-10        |

##### Classifica
| Pos | Squadra | Pt | G | V | P | SV | SP | Ratio | PF  | PS  | Ratio |
| --- | ------- | -- | - | - | - | -- | -- | ----- | --- | --- | ----- |
| 1   | Italia  | 6  | 3 | 3 | 0 | 9  | 1  | 9.000 | 141 | 84  | 1.678 |
| 2   | Cina    | 5  | 3 | 2 | 1 | 7  | 4  | 1.750 | 145 | 116 | 1.250 |
| 3   | Belgio  | 4  | 3 | 1 | 2 | 4  | 8  | 0.500 | 131 | 156 | 0.839 |
| 4   | Egitto  | 3  | 3 | 0 | 3 | 2  | 9  | 0.222 | 98  | 159 | 0.616 |

#### Girone B

##### Risultati
| 20 settembre 1978 Palazzetto dello Sport, Bergamo Durata: ? - Spettatori: ? | Messico   | 3 - 1 | Venezuela | 15-13, 15-6, 13-15, 15-3       |
| 20 settembre 1978 Palazzetto dello Sport, Bergamo Durata: ? - Spettatori: ? | Polonia   | 3 - 1 | Finlandia | 15-8, 15-6, 13-15, 15-9        |
| 21 settembre 1978 Palazzetto dello Sport, Bergamo Durata: ? - Spettatori: ? | Polonia   | 3 - 0 | Venezuela | 15-4, 15-7, 15-12              |
| 21 settembre 1978 Palazzetto dello Sport, Bergamo Durata: ? - Spettatori: ? | Messico   | 3 - 2 | Finlandia | 9-15, 15-13, 15-9, 9-15, 15-10 |
| 22 settembre 1978 Palazzetto dello Sport, Bergamo Durata: ? - Spettatori: ? | Venezuela | 3 - 2 | Finlandia | 15-11, 7-15, 7-15, 15-13, 15-9 |
| 22 settembre 1978 Palazzetto dello Sport, Bergamo Durata: ? - Spettatori: ? | Polonia   | 3 - 0 | Messico   | 15-3, 15-7, 15-4               |

##### Classifica
| Pos | Squadra   | Pt | G | V | P | SV | SP | Ratio | PF  | PS  | Ratio |
| --- | --------- | -- | - | - | - | -- | -- | ----- | --- | --- | ----- |
| 1   | Polonia   | 6  | 3 | 3 | 0 | 9  | 1  | 9.000 | 148 | 75  | 1.973 |
| 2   | Messico   | 5  | 3 | 2 | 1 | 6  | 6  | 1.000 | 135 | 144 | 0.937 |
| 3   | Venezuela | 4  | 3 | 1 | 2 | 4  | 8  | 0.500 | 119 | 166 | 0.716 |
| 4   | Finlandia | 3  | 3 | 0 | 3 | 5  | 9  | 0.555 | 163 | 180 | 0.905 |

#### Girone C

##### Risultati
| 20 settembre 1978 PalaCarnera, Udine Durata: ? - Spettatori: ? | Brasile          | 3 - 0 | Tunisia | 15-10, 15-2, 15-8         |
| 20 settembre 1978 PalaCarnera, Udine Durata: ? - Spettatori: ? | Unione Sovietica | 3 - 0 | Francia | 15-6, 15-6, 15-2          |
| 21 settembre 1978 PalaCarnera, Udine Durata: ? - Spettatori: ? | Francia          | 3 - 0 | Tunisia | 15-7, 15-4, 15-6          |
| 21 settembre 1978 PalaCarnera, Udine Durata: ? - Spettatori: ? | Unione Sovietica | 3 - 1 | Brasile | 11-15, 17-15, 15-8, 15-9  |
| 22 settembre 1978 PalaCarnera, Udine Durata: ? - Spettatori: ? | Unione Sovietica | 3 - 0 | Tunisia | 15-1, 15-2, 15-7          |
| 22 settembre 1978 PalaCarnera, Udine Durata: ? - Spettatori: ? | Brasile          | 3 - 1 | Francia | 15-11, 15-13, 14-16, 15-7 |

##### Classifica
| Pos | Squadra          | Pt | G | V | P | SV | SP | Ratio | PF  | PS  | Ratio |
| --- | ---------------- | -- | - | - | - | -- | -- | ----- | --- | --- | ----- |
| 1   | Unione Sovietica | 6  | 3 | 3 | 0 | 9  | 1  | 9.000 | 148 | 71  | 2.084 |
| 2   | Brasile          | 5  | 3 | 2 | 1 | 7  | 4  | 1.750 | 151 | 125 | 1.208 |
| 3   | Francia          | 4  | 3 | 1 | 2 | 4  | 6  | 0.666 | 106 | 121 | 0.876 |
| 4   | Tunisia          | 3  | 3 | 0 | 3 | 0  | 9  | 0.000 | 47  | 135 | 0.348 |

#### Girone D

##### Risultati
| 20 settembre 1978 PalaTaliercio, Venezia Durata: ? - Spettatori: ? | Cuba     | 3 - 0 | Argentina | 15-1, 15-10, 15-8         |
| 20 settembre 1978 PalaTaliercio, Venezia Durata: ? - Spettatori: ? | Giappone | 3 - 1 | Ungheria  | 15-6, 15-9, 12-15, 15-6   |
| 21 settembre 1978 PalaTaliercio, Venezia Durata: ? - Spettatori: ? | Cuba     | 3 - 1 | Giappone  | 11-15, 16-14, 15-7, 15-12 |
| 21 settembre 1978 PalaTaliercio, Venezia Durata: ? - Spettatori: ? | Ungheria | 3 - 0 | Argentina | 15-6, 15-6, 15-10         |
| 22 settembre 1978 PalaTaliercio, Venezia Durata: ? - Spettatori: ? | Giappone | 3 - 0 | Argentina | 15-3, 15-3, 15-11         |
| 22 settembre 1978 PalaTaliercio, Venezia Durata: ? - Spettatori: ? | Cuba     | 3 - 0 | Ungheria  | 15-1, 15-9, 15-6          |

##### Classifica
| Pos | Squadra   | Pt | G | V | P | SV | SP | Ratio | PF  | PS  | Ratio |
| --- | --------- | -- | - | - | - | -- | -- | ----- | --- | --- | ----- |
| 1   | Cuba      | 6  | 3 | 3 | 0 | 9  | 1  | 3.000 | 147 | 83  | 1.771 |
| 2   | Giappone  | 5  | 3 | 2 | 1 | 7  | 4  | 1.750 | 150 | 110 | 1.363 |
| 3   | Ungheria  | 4  | 3 | 1 | 2 | 4  | 6  | 0.666 | 97  | 124 | 0.782 |
| 4   | Argentina | 3  | 3 | 0 | 3 | 0  | 9  | 0.000 | 58  | 135 | 0.429 |

#### Girone E

##### Risultati
| 20 settembre 1978 PalaRaschi, Parma Durata: ? - Spettatori: ? | Bulgaria     | 3 - 1 | Canada       | 11-15, 15-10, 15-5, 15-10      |
| 20 settembre 1978 PalaRaschi, Parma Durata: ? - Spettatori: ? | Germania Est | 3 - 0 | Paesi Bassi  | 15-11, 15-6, 15-7              |
| 21 settembre 1978 PalaRaschi, Parma Durata: ? - Spettatori: ? | Germania Est | 3 - 0 | Canada       | 15-4, 15-11, 15-9              |
| 21 settembre 1978 PalaRaschi, Parma Durata: ? - Spettatori: ? | Bulgaria     | 3 - 0 | Paesi Bassi  | 15-5, 15-7, 15-8               |
| 22 settembre 1978 PalaRaschi, Parma Durata: ? - Spettatori: ? | Paesi Bassi  | 3 - 2 | Canada       | 9-15, 13-15, 15-13, 15-4, 15-8 |
| 22 settembre 1978 PalaRaschi, Parma Durata: ? - Spettatori: ? | Bulgaria     | 3 - 0 | Germania Est | 15-8, 15-4, 15-6               |

##### Classifica
| Pos | Squadra      | Pt | G | V | P | SV | SP | Ratio | PF  | PS  | Ratio |
| --- | ------------ | -- | - | - | - | -- | -- | ----- | --- | --- | ----- |
| 1   | Bulgaria     | 6  | 3 | 3 | 0 | 9  | 1  | 9.000 | 146 | 78  | 1.871 |
| 2   | Germania Est | 5  | 3 | 2 | 1 | 6  | 3  | 2.000 | 108 | 93  | 1.161 |
| 3   | Paesi Bassi  | 4  | 3 | 1 | 2 | 3  | 8  | 0.375 | 111 | 145 | 0.765 |
| 4   | Canada       | 3  | 3 | 0 | 3 | 3  | 9  | 0.333 | 119 | 168 | 0.708 |

#### Girone F

##### Risultati
| 20 settembre 1978 PalaVeneto, Ancona Durata: ? - Spettatori: ? | Romania        | 3 - 0 | Stati Uniti    | 17-15, 15-8, 18-16              |
| 20 settembre 1978 PalaVeneto, Ancona Durata: ? - Spettatori: ? | Corea del Sud  | 3 - 2 | Cecoslovacchia | 15-7, 8-15, 15-12, 12-15, 15-5  |
| 21 settembre 1978 PalaVeneto, Ancona Durata: ? - Spettatori: ? | Cecoslovacchia | 3 - 0 | Stati Uniti    | 15-5, 15-10, 15-12              |
| 21 settembre 1978 PalaVeneto, Ancona Durata: ? - Spettatori: ? | Corea del Sud  | 3 - 1 | Romania        | 14-16, 16-14, 15-3, 15-12       |
| 22 settembre 1978 PalaVeneto, Ancona Durata: ? - Spettatori: ? | Corea del Sud  | 3 - 0 | Stati Uniti    | 15-8, 15-11, 15-8               |
| 22 settembre 1978 PalaVeneto, Ancona Durata: ? - Spettatori: ? | Cecoslovacchia | 3 - 2 | Romania        | 15-11, 15-12, 14-16, 8-15, 15-3 |

##### Classifica
| Pos | Squadra        | Pt | G | V | P | SV | SP | Ratio | PF  | PS  | Ratio |
| --- | -------------- | -- | - | - | - | -- | -- | ----- | --- | --- | ----- |
| 1   | Corea del Sud  | 6  | 3 | 3 | 0 | 9  | 3  | 3.000 | 170 | 126 | 1.349 |
| 2   | Cecoslovacchia | 5  | 3 | 2 | 1 | 8  | 5  | 1.600 | 166 | 149 | 1.114 |
| 3   | Romania        | 4  | 3 | 1 | 2 | 6  | 6  | 1.000 | 152 | 166 | 0.915 |
| 4   | Stati Uniti    | 3  | 3 | 0 | 3 | 0  | 9  | 0.000 | 93  | 140 | 0.664 |

### Seconda fase
| Girone G         | Girone H       | Girone I    | Girone J    |
| ---------------- | -------------- | ----------- | ----------- |
| Brasile          | Cecoslovacchia | Belgio      | Argentina   |
| Bulgaria         | Corea del Sud  | Canada      | Finlandia   |
| Cina             | Cuba           | Egitto      | Romania     |
| Germania Est     | Giappone       | Francia     | Stati Uniti |
| Italia           | Messico        | Paesi Bassi | Ungheria    |
| Unione Sovietica | Polonia        | Tunisia     | Venezuela   |

#### Girone G

##### Risultati
| 24 settembre 1978 Palazzo dello Sport, Roma Durata: ? - Spettatori: ? | Bulgaria         | 3 - 2 | Cina         | 8-15, 15-10, 15-8, 14-16, 15-10   |
| 24 settembre 1978 Palazzo dello Sport, Roma Durata: ? - Spettatori: ? | Unione Sovietica | 3 - 0 | Germania Est | 15-3, 15-7, 15-11                 |
| 24 settembre 1978 Palazzo dello Sport, Roma Durata: ? - Spettatori: ? | Italia           | 3 - 2 | Brasile      | 14-16, 15-12, 10-15, 15-10, 17-15 |
| 25 settembre 1978 Palazzo dello Sport, Roma Durata: ? - Spettatori: ? | Unione Sovietica | 3 - 1 | Bulgaria     | 15-7, 15-6, 7-15, 15-8            |
| 25 settembre 1978 Palazzo dello Sport, Roma Durata: ? - Spettatori: ? | Cina             | 3 - 1 | Brasile      | 15-10, 15-13, 15-17, 15-13        |
| 25 settembre 1978 Palazzo dello Sport, Roma Durata: ? - Spettatori: ? | Italia           | 3 - 1 | Germania Est | 15-8, 15-7, 15-17, 15-5           |
| 26 settembre 1978 Palazzo dello Sport, Roma Durata: ? - Spettatori: ? | Unione Sovietica | 3 - 1 | Cina         | 15-8, 15-7, 9-15, 15-6            |
| 26 settembre 1978 Palazzo dello Sport, Roma Durata: ? - Spettatori: ? | Brasile          | 3 - 2 | Germania Est | 11-15, 15-10, 15-11, 8-15, 15-4   |
| 26 settembre 1978 Palazzo dello Sport, Roma Durata: ? - Spettatori: ? | Italia           | 3 - 0 | Bulgaria     | 15-9, 15-6, 17-15                 |
| 27 settembre 1978 Palazzo dello Sport, Roma Durata: ? - Spettatori: ? | Cina             | 3 - 0 | Germania Est | 15-5, 15-3, 15-11                 |
| 27 settembre 1978 Palazzo dello Sport, Roma Durata: ? - Spettatori: ? | Brasile          | 3 - 0 | Bulgaria     | 15-3, 15-7, 15-7                  |
| 27 settembre 1978 Palazzo dello Sport, Roma Durata: ? - Spettatori: ? | Unione Sovietica | 3 - 0 | Italia       | 15-11, 15-6, 15-3                 |

##### Classifica
| Pos | Squadra          | Pt | G | V | P | SV | SP | Ratio | PF  | PS  | Ratio |
| --- | ---------------- | -- | - | - | - | -- | -- | ----- | --- | --- | ----- |
| 1   | Unione Sovietica | 10 | 5 | 5 | 0 | 15 | 3  | 5.000 | 254 | 160 | 1.587 |
| 2   | Italia           | 9  | 5 | 4 | 1 | 12 | 7  | 1.714 | 249 | 224 | 1.111 |
| 3   | Cina             | 7  | 5 | 2 | 3 | 10 | 10 | 1.000 | 244 | 244 | 1.000 |
| 4   | Brasile          | 7  | 5 | 2 | 3 | 10 | 11 | 0.909 | 277 | 261 | 1.061 |
| 5   | Bulgaria         | 7  | 5 | 2 | 3 | 7  | 11 | 0.636 | 195 | 221 | 0.882 |
| 6   | Germania Est     | 5  | 5 | 0 | 5 | 3  | 15 | 0.200 | 150 | 259 | 1.587 |

#### Girone H

##### Risultati
| 24 settembre 1978 Palazzo dello Sport, Roma Durata: ? - Spettatori: ? | Corea del Sud  | 3 - 0 | Messico        | 15-8, 15-7, 15-7                 |
| 24 settembre 1978 Palazzo dello Sport, Roma Durata: ? - Spettatori: ? | Cuba           | 3 - 2 | Cecoslovacchia | 15-8, 7-15, 15-3, 13-15, 15-10   |
| 24 settembre 1978 Palazzo dello Sport, Roma Durata: ? - Spettatori: ? | Polonia        | 3 - 2 | Giappone       | 13-15, 15-12, 5-15, 15-10, 15-9  |
| 25 settembre 1978 Palazzo dello Sport, Roma Durata: ? - Spettatori: ? | Polonia        | 3 - 1 | Cecoslovacchia | 15-9, 3-15, 15-10, 15-10         |
| 25 settembre 1978 Palazzo dello Sport, Roma Durata: ? - Spettatori: ? | Giappone       | 3 - 0 | Messico        | 15-6, 15-3, 15-12                |
| 25 settembre 1978 Palazzo dello Sport, Roma Durata: ? - Spettatori: ? | Cuba           | 3 - 2 | Corea del Sud  | 17-15, 12-15, 15-13, 12-15, 15-7 |
| 26 settembre 1978 Palazzo dello Sport, Roma Durata: ? - Spettatori: ? | Cecoslovacchia | 3 - 0 | Giappone       | 15-9, 15-6, 17-15                |
| 26 settembre 1978 Palazzo dello Sport, Roma Durata: ? - Spettatori: ? | Cuba           | 3 - 0 | Messico        | 15-9, 15-2, 15-11                |
| 26 settembre 1978 Palazzo dello Sport, Roma Durata: ? - Spettatori: ? | Corea del Sud  | 3 - 1 | Polonia        | 15-7, 11-15, 16-14, 15-10        |
| 27 settembre 1978 Palazzo dello Sport, Roma Durata: ? - Spettatori: ? | Cecoslovacchia | 3 - 0 | Messico        | 15-4, 15-13, 15-2                |
| 27 settembre 1978 Palazzo dello Sport, Roma Durata: ? - Spettatori: ? | Cuba           | 3 - 0 | Polonia        | 15-8, 15-10, 15-9                |
| 27 settembre 1978 Palazzo dello Sport, Roma Durata: ? - Spettatori: ? | Giappone       | 3 - 1 | Corea del Sud  | 15-4, 15-9, 11-15, 15-6          |

##### Classifica
| Pos | Squadra        | Pt | G | V | P | SV | SP | Ratio | PF  | PS  | Ratio |
| --- | -------------- | -- | - | - | - | -- | -- | ----- | --- | --- | ----- |
| 1   | Cuba           | 10 | 5 | 5 | 0 | 15 | 5  | 3.000 | 283 | 213 | 1.328 |
| 2   | Corea del Sud  | 8  | 5 | 3 | 2 | 12 | 9  | 1.333 | 266 | 249 | 1.068 |
| 3   | Polonia        | 8  | 5 | 3 | 2 | 10 | 9  | 1.111 | 229 | 221 | 1.036 |
| 4   | Cecoslovacchia | 7  | 5 | 2 | 3 | 11 | 9  | 1.222 | 241 | 227 | 1.061 |
| 5   | Giappone       | 7  | 5 | 2 | 3 | 9  | 10 | 0.900 | 240 | 222 | 1.081 |
| 6   | Messico        | 5  | 5 | 0 | 5 | 0  | 15 | 0.000 | 98  | 225 | 0.435 |

#### Girone I

##### Risultati
| 24 settembre 1978 PalaTaliercio, Venezia Durata: ? - Spettatori: ? | Belgio      | 3 - 0 | Tunisia     | 16-14, 15-3, 15-10                |
| 24 settembre 1978 PalaTaliercio, Venezia Durata: ? - Spettatori: ? | Paesi Bassi | 3 - 0 | Egitto      | 15-11, 17-15, 16-14               |
| 24 settembre 1978 PalaTaliercio, Venezia Durata: ? - Spettatori: ? | Francia     | 3 - 0 | Canada      | 15-9, 15-6, 15-6                  |
| 25 settembre 1978 PalaTaliercio, Venezia Durata: ? - Spettatori: ? | Paesi Bassi | 3 - 0 | Tunisia     | 15-2, 15-10, 15-12                |
| 25 settembre 1978 PalaTaliercio, Venezia Durata: ? - Spettatori: ? | Canada      | 3 - 2 | Egitto      | 12-15, 15-11, 15-11, 12-15, 15-13 |
| 25 settembre 1978 PalaTaliercio, Venezia Durata: ? - Spettatori: ? | Francia     | 3 - 0 | Belgio      | 15-5, 15-8, 15-2                  |
| 26 settembre 1978 PalaTaliercio, Venezia Durata: ? - Spettatori: ? | Francia     | 3 - 0 | Egitto      | 15-5, 15-5, 15-4                  |
| 26 settembre 1978 PalaTaliercio, Venezia Durata: ? - Spettatori: ? | Canada      | 3 - 0 | Tunisia     | 16-14, 15-4, 15-8                 |
| 26 settembre 1978 PalaTaliercio, Venezia Durata: ? - Spettatori: ? | Paesi Bassi | 3 - 0 | Belgio      | 15-2, 15-4, 15-8                  |
| 27 settembre 1978 PalaTaliercio, Venezia Durata: ? - Spettatori: ? | Egitto      | 3 - 0 | Tunisia     | 15-13, 15-12, 15-10               |
| 27 settembre 1978 PalaTaliercio, Venezia Durata: ? - Spettatori: ? | Francia     | 3 - 2 | Paesi Bassi | 15-9, 13-15, 10-15, 15-11, 15-11  |
| 27 settembre 1978 PalaTaliercio, Venezia Durata: ? - Spettatori: ? | Canada      | 3 - 0 | Belgio      | 15-6, 15-10, 15-13                |

##### Classifica
| Pos | Squadra     | Pt | G | V | P | SV | SP | Ratio | PF  | PS  | Ratio |
| --- | ----------- | -- | - | - | - | -- | -- | ----- | --- | --- | ----- |
| 1   | Francia     | 10 | 5 | 5 | 0 | 15 | 2  | 7.500 | 248 | 128 | 1.937 |
| 2   | Paesi Bassi | 9  | 5 | 4 | 1 | 14 | 5  | 2.800 | 266 | 201 | 1.323 |
| 3   | Canada      | 8  | 5 | 3 | 2 | 11 | 8  | 1.375 | 236 | 232 | 1.017 |
| 4   | Belgio      | 7  | 5 | 2 | 3 | 6  | 11 | 0.545 | 173 | 217 | 0.797 |
| 5   | Egitto      | 6  | 5 | 1 | 4 | 7  | 12 | 0.583 | 219 | 266 | 0.823 |
| 6   | Tunisia     | 5  | 5 | 0 | 5 | 0  | 15 | 0.000 | 129 | 227 | 0.568 |

#### Girone J

##### Risultati
| 24 settembre 1978 PalaTaliercio, Venezia Durata: ? - Spettatori: ? | Ungheria    | 3 - 0 | Venezuela   | 15-10, 15-6, 15-2               |
| 24 settembre 1978 PalaTaliercio, Venezia Durata: ? - Spettatori: ? | Finlandia   | 3 - 2 | Stati Uniti | 13-15, 9-15, 18-16, 15-12, 15-7 |
| 24 settembre 1978 PalaTaliercio, Venezia Durata: ? - Spettatori: ? | Romania     | 3 - 2 | Argentina   | 15-7, 11-15, 15-8, 11-15, 15-8  |
| 25 settembre 1978 PalaTaliercio, Venezia Durata: ? - Spettatori: ? | Ungheria    | 3 - 1 | Finlandia   | 12-15, 15-10, 15-10, 15-6       |
| 25 settembre 1978 PalaTaliercio, Venezia Durata: ? - Spettatori: ? | Stati Uniti | 3 - 0 | Argentina   | 15-8, 15-3, 15-6                |
| 25 settembre 1978 PalaTaliercio, Venezia Durata: ? - Spettatori: ? | Romania     | 3 - 2 | Venezuela   | 15-12, 13-15, 15-7, 7-15, 15-5  |
| 26 settembre 1978 PalaTaliercio, Venezia Durata: ? - Spettatori: ? | Stati Uniti | 3 - 1 | Ungheria    | 15-9, 16-14, 11-15, 15-6        |
| 26 settembre 1978 PalaTaliercio, Venezia Durata: ? - Spettatori: ? | Romania     | 3- 0  | Finlandia   | 15-10, 15-7, 15-3               |
| 26 settembre 1978 PalaTaliercio, Venezia Durata: ? - Spettatori: ? | Venezuela   | 3 - 1 | Argentina   | 15-6, 15-12, 8-15, 15-13        |
| 27 settembre 1978 PalaTaliercio, Venezia Durata: ? - Spettatori: ? | Stati Uniti | 3 - 0 | Venezuela   | 15-11, 15-1, 15-12              |
| 27 settembre 1978 PalaTaliercio, Venezia Durata: ? - Spettatori: ? | Ungheria    | 3 - 1 | Romania     | 15-8, 7-15, 15-10, 15-12        |
| 27 settembre 1978 PalaTaliercio, Venezia Durata: ? - Spettatori: ? | Finlandia   | 3 - 1 | Argentina   | 2-15, 15-8, 15-13, 15-2         |

##### Classifica
| Pos | Squadra     | Pt | G | V | P | SV | SP | Ratio | PF  | PS  | Ratio |
| --- | ----------- | -- | - | - | - | -- | -- | ----- | --- | --- | ----- |
| 1   | Ungheria    | 9  | 5 | 4 | 1 | 13 | 5  | 2.600 | 243 | 183 | 1.327 |
| 2   | Romania     | 9  | 5 | 4 | 1 | 13 | 7  | 1.857 | 272 | 218 | 1.247 |
| 3   | Stati Uniti | 8  | 5 | 3 | 2 | 11 | 7  | 1.571 | 251 | 205 | 1.224 |
| 4   | Finlandia   | 7  | 5 | 2 | 3 | 9  | 12 | 0.750 | 241 | 164 | 1.469 |
| 5   | Venezuela   | 7  | 5 | 2 | 3 | 8  | 12 | 0.666 | 208 | 264 | 0.787 |
| 6   | Argentina   | 5  | 5 | 0 | 5 | 4  | 15 | 0.266 | 176 | 257 | 0.684 |

### Fase finale

#### Finali 1º e 3º posto
|  | Semifinali       | Semifinali       | Semifinali |        |                  | Finale 1º/2º posto | Finale 1º/2º posto | Finale 1º/2º posto |  |
|  |                  |                  |            |        |                  |                    |                    |                    |  |
|  | Unione Sovietica | Unione Sovietica | 3          |        |                  |                    |                    |                    |  |
|  | Unione Sovietica | Unione Sovietica | 3          |        |                  |                    |                    |                    |  |
|  | Corea del Sud    | Corea del Sud    | 0          |        |                  |                    |                    |                    |  |
|  | Corea del Sud    | Corea del Sud    | 0          |        | Unione Sovietica | Unione Sovietica   | 3                  |                    |  |
|  |                  |                  |            |        | Unione Sovietica | Unione Sovietica   | 3                  |                    |  |
|  |                  |                  | Italia     | Italia | 0                |                    |                    |                    |  |
|  | Cuba             | Cuba             | Italia     | Italia | 0                | 1                  |                    |                    |  |
|  | Cuba             | Cuba             |            |        |                  | 1                  |                    |                    |  |
|  | Italia           | Italia           | 3          |        |                  | Finale 3º/4º posto | Finale 3º/4º posto | Finale 3º/4º posto |  |
|  | Italia           | Italia           | 3          |        |                  |                    |                    |                    |  |
|  |                  |                  |            |        |                  |                    |                    |                    |  |
|  |                  |                  |            |        |                  | Cuba               | Cuba               | 3                  |  |
|  |                  |                  |            |        |                  | Cuba               | Cuba               | 3                  |  |
|  |                  |                  |            |        |                  | Corea del Sud      | Corea del Sud      | 1                  |  |

##### Semifinali
| 30 settembre 1978 Palazzo dello Sport, Roma Durata: ? - Spettatori: ? | Unione Sovietica | 3 - 0 | Corea del Sud | 15-3, 15-3, 15-9           |
| 30 settembre 1978 Palazzo dello Sport, Roma Durata: ? - Spettatori: ? | Cuba             | 1 - 3 | Italia        | 17-15, 11-15, 14-16, 12-15 |

##### Finale 3º posto
| 1º ottobre 1978 Palazzo dello Sport, Roma Durata: ? - Spettatori: ? | Cuba | 3 - 1 | Corea del Sud | 17-15, 15-9, 13-15, 15-5 |

##### Finale
| 1º ottobre 1978 Palazzo dello Sport, Roma Durata: ? - Spettatori: ? | Unione Sovietica | 3 - 0 | Italia | 15-10, 15-13, 15-1 |

#### Finali 5º e 7º posto
|  | Semifinali     | Semifinali     | Semifinali |         |                | Finale 5º/6º posto | Finale 5º/6º posto | Finale 5º/6º posto |  |
|  |                |                |            |         |                |                    |                    |                    |  |
|  | Cecoslovacchia | Cecoslovacchia | 3          |         |                |                    |                    |                    |  |
|  | Cecoslovacchia | Cecoslovacchia | 3          |         |                |                    |                    |                    |  |
|  | Cina           | Cina           | 0          |         |                |                    |                    |                    |  |
|  | Cina           | Cina           | 0          |         | Cecoslovacchia | Cecoslovacchia     | 3                  |                    |  |
|  |                |                |            |         | Cecoslovacchia | Cecoslovacchia     | 3                  |                    |  |
|  |                |                | Brasile    | Brasile | 2              |                    |                    |                    |  |
|  | Brasile        | Brasile        | Brasile    | Brasile | 2              | 3                  |                    |                    |  |
|  | Brasile        | Brasile        |            |         |                | 3                  |                    |                    |  |
|  | Polonia        | Polonia        | 0          |         |                | Finale 7º/8º posto | Finale 7º/8º posto | Finale 7º/8º posto |  |
|  | Polonia        | Polonia        | 0          |         |                |                    |                    |                    |  |
|  |                |                |            |         |                |                    |                    |                    |  |
|  |                |                |            |         |                | Cina               | Cina               | 3                  |  |
|  |                |                |            |         |                | Cina               | Cina               | 3                  |  |
|  |                |                |            |         |                | Polonia            | Polonia            | 2                  |  |

##### Semifinali
| 30 settembre 1978 Palazzo dello Sport, Roma Durata: ? - Spettatori: ? | Cecoslovacchia | 3 - 0 | Cina    | 14-16, 15-7, 15-5, 15-12 |
| 30 settembre 1978 Palazzo dello Sport, Roma Durata: ? - Spettatori: ? | Brasile        | 3 - 0 | Polonia | 15-11, 15-12, 15-7       |

##### Finale 7º posto
| 1º ottobre 1978 Palazzo dello Sport, Roma Durata: ? - Spettatori: ? | Cina | 3 - 2 | Polonia | 12-15, 15-13, 11-15, 15-13, 15-13 |

##### Finale 5º posto
| 1º ottobre 1978 Palazzo dello Sport, Roma Durata: ? - Spettatori: ? | Cecoslovacchia | 3 - 2 | Brasile | 5-15, 16-14, 4-15, 15-11, 15-6 |

#### Finali 9º e 11º posto
|  | Semifinali   | Semifinali   | Semifinali   |              |          | Finale 9º/10º posto  | Finale 9º/10º posto  | Finale 9º/10º posto  |  |
|  |              |              |              |              |          |                      |                      |                      |  |
|  | Bulgaria     | Bulgaria     | 3            |              |          |                      |                      |                      |  |
|  | Bulgaria     | Bulgaria     | 3            |              |          |                      |                      |                      |  |
|  | Messico      | Messico      | 2            |              |          |                      |                      |                      |  |
|  | Messico      | Messico      | 2            |              | Bulgaria | Bulgaria             | 1                    |                      |  |
|  |              |              |              |              | Bulgaria | Bulgaria             | 1                    |                      |  |
|  |              |              | Germania Est | Germania Est | 3        |                      |                      |                      |  |
|  | Germania Est | Germania Est | Germania Est | Germania Est | 3        | 3                    |                      |                      |  |
|  | Germania Est | Germania Est |              |              |          | 3                    |                      |                      |  |
|  | Giappone     | Giappone     | 1            |              |          | Finale 11º/12º posto | Finale 11º/12º posto | Finale 11º/12º posto |  |
|  | Giappone     | Giappone     | 1            |              |          |                      |                      |                      |  |
|  |              |              |              |              |          |                      |                      |                      |  |
|  |              |              |              |              |          | Giappone             | Giappone             | 3                    |  |
|  |              |              |              |              |          | Giappone             | Giappone             | 3                    |  |
|  |              |              |              |              |          | Messico              | Messico              | 1                    |  |

##### Semifinali
| 30 settembre 1978 Palazzo dello Sport, Roma Durata: ? - Spettatori: ? | Bulgaria     | 3 - 2 | Messico  | 12-15, 15-8, 13-15, 15-12, 15-12 |
| 30 settembre 1978 Palazzo dello Sport, Roma Durata: ? - Spettatori: ? | Germania Est | 3 - 1 | Giappone | 15-8, 7-15, 15-11, 15-7          |

##### Finale 11º posto
| 1º ottobre 1978 Palazzo dello Sport, Roma Durata: ? - Spettatori: ? | Giappone | 3 - 1 | Messico | 15-6, 9-15, 10-15, 10-15 |

##### Finale 9º posto
| 1º ottobre 1978 Palazzo dello Sport, Roma Durata: ? - Spettatori: ? | Bulgaria | 1 - 3 | Germania Est | 12-15, 15-7, 15-3, 15-5 |

#### Finali 13º e 15º posto
|  | Semifinali  | Semifinali  | Semifinali |          |         | Finale 13º/14º posto | Finale 13º/14º posto | Finale 13º/14º posto |  |
|  |             |             |            |          |         |                      |                      |                      |  |
|  | Francia     | Francia     | 1          |          |         |                      |                      |                      |  |
|  | Francia     | Francia     | 1          |          |         |                      |                      |                      |  |
|  | Romania     | Romania     | 3          |          |         |                      |                      |                      |  |
|  | Romania     | Romania     | 3          |          | Romania | Romania              | 3                    |                      |  |
|  |             |             |            |          | Romania | Romania              | 3                    |                      |  |
|  |             |             | Ungheria   | Ungheria | 1       |                      |                      |                      |  |
|  | Ungheria    | Ungheria    | Ungheria   | Ungheria | 1       | 3                    |                      |                      |  |
|  | Ungheria    | Ungheria    |            |          |         | 3                    |                      |                      |  |
|  | Paesi Bassi | Paesi Bassi | 1          |          |         | Finale 15º/16º posto | Finale 15º/16º posto | Finale 15º/16º posto |  |
|  | Paesi Bassi | Paesi Bassi | 1          |          |         |                      |                      |                      |  |
|  |             |             |            |          |         |                      |                      |                      |  |
|  |             |             |            |          |         | Francia              | Francia              | 3                    |  |
|  |             |             |            |          |         | Francia              | Francia              | 3                    |  |
|  |             |             |            |          |         | Paesi Bassi          | Paesi Bassi          | 1                    |  |

##### Semifinali
| 30 settembre 1978 PalaTaliercio, Venezia Durata: ? - Spettatori: ? | Francia  | 1 - 3 | Romania     | 15-11, 12-15, 2-15, 5-15 |
| 30 settembre 1978 PalaTaliercio, Venezia Durata: ? - Spettatori: ? | Ungheria | 3 - 1 | Paesi Bassi | 15-9, 13-15, 15-7, 15-5  |

##### Finale 15º posto
| 1º ottobre 1978 PalaTaliercio, Venezia Durata: ? - Spettatori: ? | Francia | 3 - 1 | Paesi Bassi | 15-4, 15-7, 11-15, 15-7 |

##### Finale 13º posto
| 1º ottobre 1978 PalaTaliercio, Venezia Durata: ? - Spettatori: ? | Romania | 3 - 1 | Ungheria | 10-15, 15-12, 15-4, 15-7 |

#### Finali 17º e 19º posto
|  | Semifinali  | Semifinali  | Semifinali |           |        | Finale 17º/18º posto | Finale 17º/18º posto | Finale 17º/18º posto |  |
|  |             |             |            |           |        |                      |                      |                      |  |
|  | Belgio      | Belgio      | 3          |           |        |                      |                      |                      |  |
|  | Belgio      | Belgio      | 3          |           |        |                      |                      |                      |  |
|  | Stati Uniti | Stati Uniti | 1          |           |        |                      |                      |                      |  |
|  | Stati Uniti | Stati Uniti | 1          |           | Belgio | Belgio               | 0                    |                      |  |
|  |             |             |            |           | Belgio | Belgio               | 0                    |                      |  |
|  |             |             | Finlandia  | Finlandia | 3      |                      |                      |                      |  |
|  | Finlandia   | Finlandia   | Finlandia  | Finlandia | 3      | 3                    |                      |                      |  |
|  | Finlandia   | Finlandia   |            |           |        | 3                    |                      |                      |  |
|  | Canada      | Canada      | 0          |           |        | Finale 19º/20º posto | Finale 19º/20º posto | Finale 19º/20º posto |  |
|  | Canada      | Canada      | 0          |           |        |                      |                      |                      |  |
|  |             |             |            |           |        |                      |                      |                      |  |
|  |             |             |            |           |        | Stati Uniti          | Stati Uniti          | 3                    |  |
|  |             |             |            |           |        | Stati Uniti          | Stati Uniti          | 3                    |  |
|  |             |             |            |           |        | Canada               | Canada               | 0                    |  |

##### Semifinali
| 30 settembre 1978 PalaTaliercio, Venezia Durata: ? - Spettatori: ? | Belgio    | 3 - 1 | Stati Uniti | 5-12, 15-10, 12-15, 15-10 |
| 30 settembre 1978 PalaTaliercio, Venezia Durata: ? - Spettatori: ? | Finlandia | 3 - 0 | Canada      | 15-10, 15-4, 15-10        |

##### Finale 19º posto
| 1º ottobre 1978 PalaTaliercio, Venezia Durata: ? - Spettatori: ? | Stati Uniti | 3 - 0 | Canada | 15-4, 15-9, 15-8 |

##### Finale 17º posto
| 1º ottobre 1978 PalaTaliercio, Venezia Durata: ? - Spettatori: ? | Belgio | 0 - 3 | Finlandia | 13-15, 8-15, 13-15 |

#### Finali 21º e 23º posto
|  | Semifinali | Semifinali | Semifinali |           |           | Finale 21º/22º posto | Finale 21º/22º posto | Finale 21º/22º posto |  |
|  |            |            |            |           |           |                      |                      |                      |  |
|  | Venezuela  | Venezuela  | 3          |           |           |                      |                      |                      |  |
|  | Venezuela  | Venezuela  | 3          |           |           |                      |                      |                      |  |
|  | Tunisia    | Tunisia    | 0          |           |           |                      |                      |                      |  |
|  | Tunisia    | Tunisia    | 0          |           | Venezuela | Venezuela            | 3                    |                      |  |
|  |            |            |            |           | Venezuela | Venezuela            | 3                    |                      |  |
|  |            |            | Argentina  | Argentina | 0         |                      |                      |                      |  |
|  | Argentina  | Argentina  | Argentina  | Argentina | 0         | 3                    |                      |                      |  |
|  | Argentina  | Argentina  |            |           |           | 3                    |                      |                      |  |
|  | Egitto     | Egitto     | 1          |           |           | Finale 23º/24º posto | Finale 23º/24º posto | Finale 23º/24º posto |  |
|  | Egitto     | Egitto     | 1          |           |           |                      |                      |                      |  |
|  |            |            |            |           |           |                      |                      |                      |  |
|  |            |            |            |           |           | Egitto               | Egitto               | 3                    |  |
|  |            |            |            |           |           | Egitto               | Egitto               | 3                    |  |
|  |            |            |            |           |           | Tunisia              | Tunisia              | 0                    |  |

##### Semifinali
| 30 settembre 1978 PalaTaliercio, Venezia Durata: ? - Spettatori: ? | Venezuela | 3 - 0 | Tunisia | 15-12, 15-8, 15-8        |
| 30 settembre 1978 PalaTaliercio, Venezia Durata: ? - Spettatori: ? | Argentina | 3 - 1 | Egitto  | 15-8, 10-15, 15-8, 15-10 |

##### Finale 23º posto
| 1º ottobre 1978 PalaTaliercio, Venezia Durata: ? - Spettatori: ? | Egitto | 3 - 0 | Tunisia | 15-4, 15-5, 15-10 |

##### Finale 21º posto
| 1º ottobre 1978 PalaTaliercio, Venezia Durata: ? - Spettatori: ? | Venezuela | 3 - 0 | Argentina | 15-7, 15-10, 15-7 |

## Podio

### Campione
Formazione: Vladimir Černyšëv, Vladimir Dorochov, Aleksandr Ermilov, Vladimir Kondra, Valerij Krivov, Fëdor Laščënov, Vil'jar Loor, Oleg Moliboga, Anatolij Poliščuk, Aleksandr Savin, Pavel Selivanov, Vjačeslav Zajcev, CT: Vjačeslav Platonov

### Secondo posto
Formazione: Francesco Dall'Olio, Mauro Di Bernardo, Claudio Di Coste, Giovanni Lanfranco, Fabrizio Nassi, Marco Negri, Antonio Alessandro, Massimo Concetti, Antonio Greco, Fabio Innocenti, Alessandro Lazzeroni, Antonio Scilipoti, CT: Carmelo Pittera

## Classifica finale
| Pos | Squadra          | Qualificazione                                                            |
| --- | ---------------- | ------------------------------------------------------------------------- |
|     | Unione Sovietica | Campionato mondiale 1982                                                  |
|     | Italia           | Giochi della XXII Olimpiade Coppa del Mondo 1981 Campionato mondiale 1982 |
|     | Cuba             | Campionato mondiale 1982                                                  |
| 4   | Corea del Sud    | Campionato mondiale 1982                                                  |
| 5   | Cecoslovacchia   | Campionato mondiale 1982                                                  |
| 6   | Brasile          | Campionato mondiale 1982                                                  |
| 7   | Cina             | Campionato mondiale 1982                                                  |
| 8   | Polonia          | Campionato mondiale 1982                                                  |
| 9   | Germania Est     | Campionato mondiale 1982                                                  |
| 10  | Bulgaria         | Campionato mondiale 1982                                                  |
| 11  | Giappone         | Campionato mondiale 1982                                                  |
| 12  | Messico          | Campionato mondiale 1982                                                  |
| 13  | Romania          |                                                                           |
| 14  | Ungheria         |                                                                           |
| 15  | Francia          |                                                                           |
| 16  | Paesi Bassi      |                                                                           |
| 17  | Finlandia        |                                                                           |
| 18  | Belgio           |                                                                           |
| 19  | Stati Uniti      |                                                                           |
| 20  | Canada           |                                                                           |
| 21  | Venezuela        |                                                                           |
| 22  | Argentina        |                                                                           |
| 23  | Egitto           |                                                                           |
| 24  | Tunisia          |                                                                           |